# Leccionario 207
El Leccionario 207, designado por la sigla ℓ 207 (en la numeración Gregory-Aland), es un manuscrito griego del Nuevo Testamento. Paleográficamente ha sido asignado al siglo XII.

## Descripción
El códice contiene enseñanzas de los evangelios de Juan, Mateo y Lucas, en 246 hojas de pergamino (29,3 cm por 22,5 cm). El texto está escrito en letra minúscula, en dos columnas por página, 19 líneas por página. Contiene notas musicales e imágenes.

## Historia
Frederick Henry Ambrose Scrivener y Caspar René Gregory datan el manuscrito del siglo XII, el Instituto de Investigación Textual del Nuevo Testamento lo relaciona también con el siglo XII. Se añadió a la lista de los manuscritos del Nuevo Testamento por Scrivener (número 214). Gregory lo vio en 1883. El manuscrito no se cita en las ediciones del Nuevo Testamento griego (UBS3). Actualmente, el códice se encuentra en la Biblioteca Bodleiana, en Oxford, Inglaterra.